# مدل برآورد هزینه
مدل برآورد هزینه به الگوریتم یا معادله پارامتری گویند که برای تخمین هزینه محصول یا پروژه استفاده می‌شود. نتیجه این مدل باید مورد تایید قرار گیرد تا در محاسبات کسب و کار یا برنامه‌های اقتصادی مورد استفاده قرار گیرد.